# Giovanni Gonzaga (abate)
Giovanni Gonzaga (Mantova, ... – Malta, 1645) è stato un nobile e religioso italiano.

## Biografia
Era figlio naturale di Vincenzo II Gonzaga, VII duca di Mantova e del Monferrato dal 1626 al 1627. Alla sua morte si estinse il ramo diretto dei Gonzaga di Mantova.
Fu abate di Lucedio in Monferrato e cavaliere dell'Ordine di Malta. Amante delle lettere, fu tra i fondatori a Mantova dell'Accademia degli Invitti, che nel 1648, assunse il nome di Accademia dei Timidi. I letterati si riunivano nel suo palazzo. Il successore del padre Carlo I di Gonzaga-Nevers, VIII duca di Mantova, continuò a sostenere le attività dell'Accademia.
Morì a Malta nel 1645, lasciando erede dei suoi averi il duca Carlo II.

## Ascendenza
|                     |     |                        | Genitori               |  |  | Nonni |  |  | Bisnonni          |  |  | Trisnonni           |  |
|                     |     |                        |                        |  |  |       |  |  | Guglielmo Gonzaga |  |  | Federico II Gonzaga |  |
|                     |     |                        |                        |  |  |       |  |  | Guglielmo Gonzaga |  |  | Federico II Gonzaga |  |
|                     |     | Margherita Paleologa   |                        |  |  |       |  |  | Guglielmo Gonzaga |  |  |                     |  |
| Vincenzo I Gonzaga  |     |                        |                        |  |  |       |  |  | Guglielmo Gonzaga |  |  |                     |  |
|                     |     | Eleonora d'Austria     | Ferdinando I d'Asburgo |  |  |       |  |  |                   |  |  |                     |  |
|                     |     | Eleonora d'Austria     | Ferdinando I d'Asburgo |  |  |       |  |  |                   |  |  |                     |  |
|                     |     | Eleonora d'Austria     | Anna Jagellone         |  |  |       |  |  |                   |  |  |                     |  |
| Vincenzo II Gonzaga |     | Eleonora d'Austria     |                        |  |  |       |  |  |                   |  |  |                     |  |
|                     |     | Francesco I de' Medici | Cosimo I de' Medici    |  |  |       |  |  |                   |  |  |                     |  |
|                     |     | Francesco I de' Medici | Cosimo I de' Medici    |  |  |       |  |  |                   |  |  |                     |  |
|                     |     | Francesco I de' Medici | Eleonora di Toledo     |  |  |       |  |  |                   |  |  |                     |  |
| Eleonora de' Medici |     | Francesco I de' Medici |                        |  |  |       |  |  |                   |  |  |                     |  |
|                     |     | Giovanna d'Austria     | Ferdinando I d'Asburgo |  |  |       |  |  |                   |  |  |                     |  |
|                     |     | Giovanna d'Austria     | Ferdinando I d'Asburgo |  |  |       |  |  |                   |  |  |                     |  |
|                     |     | Giovanna d'Austria     | Anna Jagellone         |  |  |       |  |  |                   |  |  |                     |  |
| Giovanni Gonzaga    |     | Giovanna d'Austria     |                        |  |  |       |  |  |                   |  |  |                     |  |
|                     | ... | …                      |                        |  |  |       |  |  |                   |  |  |                     |  |
|                     | ... | …                      |                        |  |  |       |  |  |                   |  |  |                     |  |
|                     | ... | …                      |                        |  |  |       |  |  |                   |  |  |                     |  |
| ...                 | ... |                        |                        |  |  |       |  |  |                   |  |  |                     |  |
|                     |     | ...                    | …                      |  |  |       |  |  |                   |  |  |                     |  |
|                     |     | ...                    | …                      |  |  |       |  |  |                   |  |  |                     |  |
|                     |     | ...                    | …                      |  |  |       |  |  |                   |  |  |                     |  |
| N.N.                |     | ...                    |                        |  |  |       |  |  |                   |  |  |                     |  |
|                     |     | ...                    | …                      |  |  |       |  |  |                   |  |  |                     |  |
|                     |     | ...                    | …                      |  |  |       |  |  |                   |  |  |                     |  |
|                     |     | ...                    | …                      |  |  |       |  |  |                   |  |  |                     |  |
| ...                 |     | ...                    |                        |  |  |       |  |  |                   |  |  |                     |  |
|                     |     | ...                    | …                      |  |  |       |  |  |                   |  |  |                     |  |
|                     |     | ...                    | …                      |  |  |       |  |  |                   |  |  |                     |  |
|                     |     | ...                    | …                      |  |  |       |  |  |                   |  |  |                     |  |
|                     |     | ...                    |                        |  |  |       |  |  |                   |  |  |                     |  |